# Woschega
Woschega (russisch Вожега) ist eine Siedlung städtischen Typs in der Oblast Wologda mit 6725 Einwohnern (Stand 14. Oktober 2010).

## Geographie
Woschega befindet sich etwa 170 Kilometer nördlich des Oblastverwaltungszentrums Wologda. Etwa 55 Kilometer westlich des Ortes liegt sich der namensgebende See Wosche.
Woschega ist Verwaltungssitz des Woschegodski rajon sowie der 2006 gegründeten städtischen Gemeinde Woschegodskoje gorodskoje posselenije (Вожегодское городское поселение), zu der neben Woschega 48 weitere Dörfer gehören.

## Geschichte
Der Ort entstand im Jahr 1895 als Bahnstation an der seit 1894 in Bau befindlichen Bahnstrecke Wologda – Archangelsk. Bis zum Jahr 1929 gehörte er zum Kadnikowski ujesd des Gouvernements Wologda. Durch eine Verwaltungsreform 1929 wurde Woschega zum Verwaltungssitz des neu gegründeten Woschegodski rajon, der zu diesem Zeitpunkt zum Wolgodski okrug des Nördlichen Krai gehörte. Seit 1932 hat Woschega den Status einer Siedlung städtischen Typs.

### Bevölkerungsentwicklung
| Jahr | Einwohner |
| ---- | --------- |
| 1939 | 4926      |
| 1959 | 7552      |
| 1970 | 6914      |
| 1979 | 6620      |
| 1989 | 7370      |
| 2002 | 6835      |
| 2010 | 6725      |

Anmerkung: Volkszählungsdaten

## Wirtschaft und Verkehr
Wichtigster Wirtschaftszweig des Ortes ist die holzverarbeitende Industrie. Daneben gibt es mehrere kleine Unternehmen im Bereich des Baugewerbes, eine Brotfabrik sowie ein Hotel.
Woschega ist eine Bahnstation an der Strecke Moskau – Wologda – Archangelsk der russischen Nordeisenbahn. Über Regionalstraßen ist der Ort im Norden (über Konoscha und Welsk) und Süden (Sjamscha und Charowsk) mit der Fernstraße M8 verbunden.

## Kultur und Sehenswürdigkeiten
In Woschega befindet sich eine allgemeinbildende Schulen sowie eine Sport-, eine Kunst-, eine Musik- und eine Konfessionsschule. Seit 1995 gibt es das Heimatmuseum des Woschegodski rajon (Вожегодский районный краеведческий музей), das 100-jährigen Bestehen des Ortes eröffnet wurde. Im selben Jahr wurde die Kirche des Propheten Elija (Церковь Илии Пророка) in Woschega errichtet.

## Söhne und Töchter des Ortes
- Anna Bogali-Titowez (* 1979), Biathletin
- Denis Spizow (* 1996), Skilangläufer